# Gerhard P. Groß
Gerhard P. Groß (* 1958 in Mainz) ist ein deutscher Offizier (Oberst) und Militärhistoriker.

## Leben
Groß studierte Geschichte und Politikwissenschaft an der Johannes Gutenberg-Universität Mainz. 1983 legte er die Erste Staatsprüfung für das Lehramt für Gymnasien ab. Danach trat er wieder in die Bundeswehr ein. Von 1984 bis 1988 diente er beim 3./Feldjägerbataillon 740 in Mainz. 1988 wurde er bei Winfried Baumgart am Fachbereich 16 Geschichtswissenschaft mit der Dissertation Die Seekriegsführung der Kaiserlichen Marine im Jahre 1918 zum Dr. phil. promoviert.
Im Anschluss wirkte er bis 1996 als Dozent für Militärgeschichte an der Offizierschule des Heeres in Hannover, ehe er im gleichen Jahr wissenschaftlicher Mitarbeiter am Militärgeschichtlichen Forschungsamt Potsdam (MGFA) wurde und bis 2003 als dessen Bereichsleiter Historische Bildung wirkte. Von 2003 bis 2010 leitete er innerhalb des MGFA-Forschungsbereichs Zeitalter der Weltkriege das Projekt Erster Weltkrieg und war von 2010 bis 2012 Leiter des MGFA-Forschungsbereichs IV Militärgeschichte der DDR im Bündnis. 2013 und 2014 (kommissarisch) stand er dem Forschungsbereich Deutsche Militärgeschichte ab 1945 am Zentrum für Militärgeschichte und Sozialwissenschaften der Bundeswehr, wie das MGFA seit seiner Umbenennung zum 1. Januar 2013 heißt, vor. 2014 wurde er Leiter des Forschungsbereichs Militärgeschichte bis 1945.
Groß’ Forschungsinteressen sind die Militärgeschichte der DDR, Geschichte des Ersten Weltkrieges und des Deutschen Kaiserreichs von 1871 bis 1918. Seine Studie zur Geschichte des operativen Denkens im deutschen Heer von Moltke bis Heusinger (2012) wurde in Wissenschaft und Publizistik positiv aufgenommen und als gelungene Widerlegung gängiger Thesen bewertet, wie der tendenziellen Allmacht des Generalstabs im Ersten Weltkrieg oder angeblich überlegener operativer Leistungen im Zweiten Weltkrieg, die nur durch Hitlers Dilettantismus gescheitert wären.
2014 wurde die englische Übersetzung von Der Schlieffenplan mit dem The Arthur Goodzeit Book Award ausgezeichnet.
Seit 2015 ist er Mitglied des wissenschaftlichen Beirats des Volksbundes Deutsche Kriegsgräberfürsorge.

## Schriften (Auswahl)
- Die Seekriegführung der Kaiserlichen Marine im Jahre 1918. Peter Lang, Frankfurt a. M. u. a. 1989, ISBN 3-631-41479-X (Zugl.: Mainz, Univ., Diss., 1988)
- (Hrsg. mit Jörg Duppler im Auftrag des Militärgeschichtlichen Forschungsamtes): Kriegsende 1918. Ereignis, Wirkung, Nachwirkung (= Beiträge zur Militärgeschichte. Band 53). Oldenbourg, München 1999, ISBN 3-486-56443-9.
- (Hrsg. im Auftrag des Militärgeschichtlichen Forschungsamtes): Führungsdenken in europäischen und nordamerikanischen Streitkräften im 19. und 20. Jahrhundert. Mittler, Hamburg u. a. 2001, ISBN 3-8132-0762-5.
- (Hrsg. im Auftrag des Militärgeschichtlichen Forschungsamtes): Die vergessene Front – der Osten 1914/15. Ereignis, Wirkung, Nachwirkung. Ferdinand Schöningh, Paderborn u. a. 2006, ISBN 978-3-506-75655-8.
- (Hrsg. mit Hans Ehlert und Michael Epkenhans): Der Schlieffenplan. Analysen und Dokumente (= Zeitalter der Weltkriege. Band 2). Im Auftrag des Militärgeschichtlichen Forschungsamtes und der Otto-von-Bismarck-Stiftung. Schöningh, 2. Auflage, Paderborn u. a. 2007, ISBN 978-3-506-75629-9.

- englische Übersetzung durch David T. Zabecki: The Schlieffen Plan. International Perspectives on the German Strategy for World War I. University Press of Kentucky, Lexington 2014, ISBN 978-0-8131-4746-8.

- (Hrsg. mit Bernhard Chiari): Am Rande Europas? Der Balkan – Raum und Bevölkerung als Wirkungsfelder militärischer Gewalt (= Beiträge zur Militärgeschichte. Band 68). Oldenbourg, München 2009, ISBN 978-3-486-59154-5.
- (Mit Michael Epkenhans und Burkhard Köster): Preußen. Aufstieg und Fall einer Großmacht. Theiss, Stuttgart 2011, ISBN 978-3-8062-2418-4.
- Mythos und Wirklichkeit. Geschichte des operativen Denkens im deutschen Heer von Moltke d.Ä. bis Heusinger. Ferdinand Schöningh, Paderborn 2012, ISBN 978-3-506-77554-2.
  - (Hrsg. von David T. Zabecki): The Myth and Reality of German Warfare. Operational Thinking from Moltke the Elder to Heusinger. University Press of Kentucky, Lexington, Ky, 2016, ISBN 978-0-8131-6837-1.
- Das Ende des Ersten Weltkriegs und die Dolchstoßlegende (= Kriege der Moderne). Reclam-Verlag, Ditzingen 2018, ISBN 978-3-15-011168-0.
- Das Große Hauptquartier im Ersten Weltkrieg, De Gruyter Oldenbourg, Berlin/Boston 2022 (= Zeitalter der Weltkriege. Band 24). ISBN 978-3-11-078012-3. ISBN 978-3-11-078000-0. ISBN 978-3-11-078012-3. ISBN 978-3-11-078030-7.